# التنافس بين الأشقاء (الإخوة)
التنافس بين الأشقاء هو نوع من المنافسة أو العداوة بين الإخوة، سواء كانوا على صلة قرابة بالدم أو لا.
يقضي الأشقاء وقتًا مع بعضهم البعض أثناء الطفولة أكثر مما يقضونه مع الوالدين. غالباً ما يكون الارتباط الأخوي معقدًا ويتأثر بعوامل مثل معاملة الأبوين، وترتيب الميلاد، والشخصية، والخبرات والأشخاص الذين يتعرضون لهم خارج العائلة. يكون التنافس بين الأخوة شديدا خاصة عندما يكون الأطفال متقاربين جدًا في العمر ومن نفس الجنس أو عندما يكون أحد الأولاد أو كلاهما موهوبًا فكريًا.

## طوال العمر

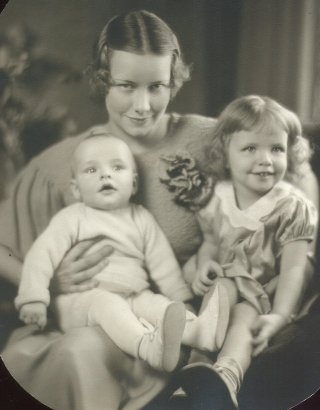
في سن مبكرة، يكون الأطفال حساسين للاختلافات في معاملة الآباء.

وفقا لدراسات قائمة على الملاحظة أجريت من قبل «جودي دن»، فإن الأطفال حساسون -بداية من عمر سنة واحدة- إلى الاختلافات في المعاملة الأبوية. حيث إنه من سن 18 شهرا  يمكن أن يفهم الأشقاء قواعد الحياة الأسرية ويعرفون كيف يكونون مرتاحين ولطفاء مع بعضهم البعض. وبحلول عمر 3 سنوات، يكون لدى الأطفال فهم متطور للقواعد الاجتماعية، ويمكنهم تقييم أنفسهم بالمقارنة بأشقائهم، ومعرفة كيفية التكيف مع الظروف داخل الأسرة.
غالباً ما يستمر التنافس بين الأخوة خلال مرحلة الطفولة ويمكن أن يكون محبطًا ومرهقًا للوالدين. يحارب المراهقون لنفس الأسباب التي يحارب لأجلها الأطفال الأصغر سناً، لكنهم مجهزين بشكل أفضل جسديًا وفكريًا وعاطفيًا لكي يؤذو غيرهم ولكي يصابوا هم أنفسهم بأذى فكري أو عاطفي. تسبب التغيرات الجسدية والعاطفية ضغوطًا في سنوات المراهقة، كما يفعل تغير العلاقات مع الوالدين والأصدقاء. كما أن التشاجر مع الأشقاء للحصول على اهتمام الوالدين قد يزيد في سن المراهقة. حيث وجدت إحدى الدراسات أن الفئة العمرية من 10 إلى 15 أبلغت عن أعلى مستوى من المنافسة بين الأشقاء.
يمكن أن يستمر التنافس بين الأشقاء حتى سن البلوغ، ويمكن أن تتغير العلاقات الأخوية بشكل كبير على مر السنين. قد تؤدي بعض الأحداث، مثل مرض أحد الوالدين، إلى التقارب بين الأشقاء، في حين قد يؤدي الزواج إلى انفصالهما عن بعضهما البعض، لا سيما إذا كانت العلاقة بين الزوجين متوترة. ما يقرب من ثلث البالغين يصفون علاقتهم مع الأشقاء على أنهم منافسون أو متباعدون. ومع ذلك، فعادة ما يقل التنافس مع مرور الوقت. حيث يتمتع 80 في المائة على الأقل من الأشقاء فوق سن الستين بعلاقات وثيقة.

## الأسباب
وفقا لكايلا بويز من جامعة ميشيغان، فإن كل طفل في عائلته يتنافس لتحديد من هو كفرد ويريد أن يثبت أنه متميز عن أشقائه. قد يشعر الأطفال بأنهم يحصلون على كميات غير متساوية من انتباه أولياء أمورهم وانضباطهم واستجابتهم. يحارب الأطفال بصورة أكبر في العائلات التي لا يوجد فيها فهم بأن القتال ليس طريقة مقبولة لحل النزاعات ولا توجد أي طريقة بديلة للتعامل مع مثل هذه النزاعات. أما في العائلات التي يُحظر فيها التشاجر البدني ولكن لا توجد أي طريقة أخرى لحل النزاع بشكل غير جسدي (على سبيل المثال عن طريق النقاش والجدال)، فإن تراكم وتحويل النزاعات اليومية إلى عداوة قتالية طويلة الأمد يمكن أن يكون له نفس التأثير المدمر. وكذلك يمكن أن يؤدي التوتر في حياة الآباء والأطفال إلى مزيد من الصراع وزيادة التنافس بين الأخوة والأخوات.

### مناهج نفسية أخرى
رأى ألفريد أدلر الأشقاء ك «ساعين من أجل الشعور بالأهمية» داخل الأسرة واعتقد أن ترتيب الولادة له تأثير في تطور الشخصية. في الواقع، فإن علماء النفس والباحثين يؤيدون اليوم تأثير ترتيب الولادة، وكذلك فئات السن والجنس، على علاقات الأخوة. ومع ذلك، يُنظر إلى الآباء على أنهم قادرون على التأثير بشكل كبير على ما إذا كان أبناؤهم متنافسين أم لا.
قدم ديفيد ليفي مصطلح «التنافس الأخوي» في عام 1941، زاعماً أنه بالنسبة إلى الأخ الأكبر سناً، «فإن الاستجابة بشكل عدواني للطفل الجديد يعتبر سلوكا نموذجيا لدرجة أنه من الآمن أن نقول إنها صفة شائعة في الحياة الأسرية.» يوافق الباحثون اليوم بشكل عام على هذا الرأي، مع ملاحظة أنه يمكن للوالدين تحسين هذه الاستجابة العدوانية من خلال توخي اليقظة للمعاملة التفضيلية بين الأخوة واتخاذ خطوات وقائية مناسبة. في الواقع، كما يخبر الباحثون، فإن الوقت المثالي لوضع الأساس لحياة من العلاقات البناءة بين الأشقاء هو خلال الأشهر التي تسبق وصول الطفل الجديد.

## الوقاية
يمكن للوالدين تقليل إمكانية التنافس بين الأشقاء من خلال رفض مقارنة أطفالهم أو تحديد قالب معين لهم أو التخطيط للأنشطة العائلية الممتعة معًا، والتأكد من أن كل طفل لديه ما يكفي من الوقت والمساحة الخاصة به. كما يمكنهم منح كل طفل الاهتمام الفردي، وتشجيع العمل الجماعي، ورفض وضع طفل واحد (كالطفل الأكبر سنا) كنموذج يحتذى به للآخرين (الأطفال الأصغر سنا)، وتجنب التفضيل في المعاملة. إن تعليم الأطفال طرقًا إيجابية لطلب الاهتمام -عندما يحتاجون إليه- من أولياء الأمور يمكن أن يقلل من احتمالية أن يلجأوا إلى استراتيجيات عدوانية لاجتذاب الاهتمام. حيث تلاحظ «إيلين كينيدي-مور» أن هذا العلاج يتطلب أيضًا من الآباء أن «يحافظوا على الطبيعة الجيدة لأبنائهم» من خلال الاستجابة لمحاولات الأطفال الطيبة، المساعدة والإبداعية للحصول على الاهتمام. بالإضافة إلى ذلك، فمن خلال مبادرة الآباء لتعليم أطفالهم الذكاء العاطفي، ومهارات حل المشكلات، ومهارات التفاوض، وتشجيعهم على البحث عن حلول مربحة للجانبين، يمكن للآباء مساعدة الأطفال على حل النزاعات التي تنشأ كجزء طبيعي للنشأة في نفس المنزل. يمكن للجهود المتضافرة التي يبذلها الآباء للحد من التنافسية مع دعم الترابط الأخوي أن تساعد في التخفيف من حدة التنافس بين الأخوة والأخوات.
ومع ذلك، وفقا ل«سيلفيا ريم»، على الرغم من أنه يمكن تقليص التنافس الأخوي، فمن غير المحتمل أن يتم القضاء عليه بشكل كامل. في الكميات المعتدلة، قد يكون التنافس مؤشرا صحيا على أن كل طفل حازم بما فيه الكفاية للتعبير عن اختلافاته مع الأشقاء الآخرين.
«ويهي»  يقترح أن تستخدم أربعة معايير لتحديد ما إذا كان السلوك المشكوك فيه هو التنافس أو الإساءة للأخ أو الأخت. أولاً، نظراً لأن الأطفال يستخدمون أساليب مختلفة لحل النزاع خلال مراحل مختلفة من أعمارهم، يجب على المرء استبعاد احتمالية أن يكون السلوك المشكوك فيه مناسباً للفئة العمرية للطفل الذي يقوم به. ثانياً، يجب على المرء أن يقرر ما إذا كان السلوك حادثا عارضا أو جزءاً من نمط ثابت عند الطفل: فالإساءة، بحكم تعريفها، نمط طويل الأجل وليست اختلافات عرضية. ثالثًا، يجب على المرء أن يقرر ما إذا كان هناك «جانب من الإيذاء» للسلوك: فالتنافس يميل إلى أن يكون محددًا لحالة ما، ومتبادلاً بين الشقيقين، وواضحًا للآخرين، في حين أن سوء المعاملة يتميز بالسرية وعدم توازن القوى. رابعاً، يجب على المرء أن يحدد هدف السلوك المشكوك فيه: حيث أن الدافع للتنافس يعتمد كليا أو بشكل أساسي على تحقيق المصلحة الذاتية للطفل ولا تلعب مصالح الآخرين، بما في ذلك الطفل المنافس، دورًا فيه، بينما في السيناريوهات التي تنطوي على الإساءة للطفل الآخر، فإن مصالح الجاني النهائية تشمل فرض الهيمنة، والإذلال، أو على الأقل إحراج الضحية.

## الحيوانات
التنافس الأخوي شائع بين أنواع الحيوانات المختلفة، في شكل تنافس على الغذاء وجذب اهتمام الوالدين. يحدث نوع متطرف من التنافس بين الأخوة عندما تقتل الحيوانات الصغيرة أشقائها. على سبيل المثال، تضع أمّ النسر الأسود بيضتين، ويقوم الفرخ الذي خرج للحياة أولا بقتل الفرخ الآخر خلال الأيام القليلة الأولى. وفي البوبى (طائر بحري) ذو القدم الزرقاء، ينشأ دائما تسلسل هرمي حسب الفقس. حيث يهجم الفرخ المهيمن على الذي يليه في الترتيب في أوقات ندرة الغذاء، وكثيراً ما يهجم عليه بصورة متكررة أو يدفعه خارج العش. وبين فصيلة الضباع المبقعة، تبدأ منافسة الأخوة بمجرد ولادة الجرو الثاني، ويقتل 25٪ من الأبناء على يد أشقائهم. (انظر: Siblicide)
علاقات الأخوة في الحيوانات ليست دائما في صورة المنافسة. على سبيل المثال، بين الذئاب، يساعد الأشقاء الأكبر سنا على إطعام الصغار وحمايتهم.

## أمثلة مشهورة

### في الدين

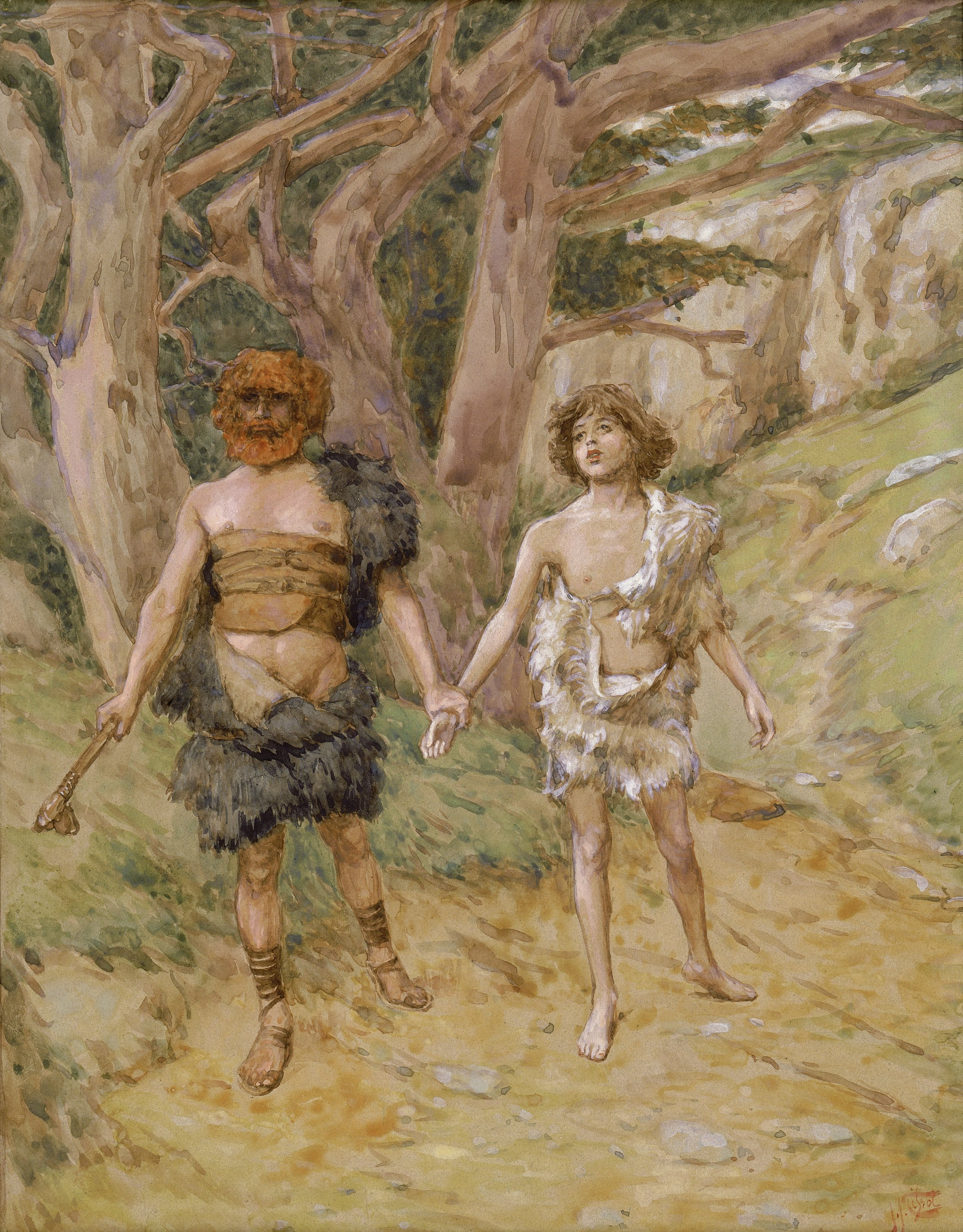
قابيل يقود هابيل للموت، بريشة جيمس تيسوت.

يحتوي كتاب سفر التكوين في الإنجيل على عدة أمثلة من التنافس الأخوي: قصة قابيل وهابيل تحكي عن غيرة الأخ بعد أن ظن أن الله فضل أخيه عليه، والغيرة في نهاية المطاف تؤدي إلى قتله لأخيه هابيل. وكان عيسو غيورًا من ميراث أخاه يعقوب وبركته. وكذلك تتنافس الأخوات ليا وراشيل على حب يعقوب. ومثال آخر، أخوة يوسف يشعرون بالغيرة لدرجة أنهم يقومون بقذفه إلى العبودية. وكل ذلك مذكور في القرآن والتوراة أيضًا.

### في الأدب
يعرض عدد من مسرحيات «شكسبير» حوادث تنافس الأخوة. «الملك لير» يثير التنافس بين بناته الثلاث بطلبه منهم وصف حبهم له. في نفس المسرحية، يسعى إدموند لتدبير المنفى لأخيه غير الشقيق إدغار. وفي فيلم «ترويض النمر»، تتقاتل الشقيقتان كيت وبيانكا بمرارة. وفي مسرحية «ريتشارد الثالث»، فإن الشخصية الأساسية على الأقل مدفوع بالتنافس مع شقيقه الملك إدوارد. وفي كتاب «كما تحبه»، هناك تنافس واضح بين الأشقاء وعداء بين أورلاندو وأوليفر، وكذلك بين دوق فريدريك ودوق سينيور.
معظم كتابات شيرلوك هولمز تكشف عن التنافس الأخوي مع شقيقه، ميكروفت هولمز.
في رواية: «شرق عدن» ل «جون شتاينبك»، كان الأخوان كال وأرون تراسك نظيرين لقصة قابيل وهابيل من الكتاب المقدس.
أغنية «من الجليد والنار» تحتوي على أمثلة عديدة، مثل تلك التي بين ستانيس باراثيون ورينلي باراثيون. بعد وفاة شقيقهما الأكبر روبرت باراثيون يقومان بالتنافس من أجل العرش الحديدي، وأخيرا قتل ستانيس أخاه رينلي من خلال السحر المظلم، على الرغم من أنه من غير الواضح ما إذا كان الأخ على دراية بدوره في موت أخيه. يحتوي تاريخ الغربيين أيضًا على «رقصة التنين»، حيث تحارب الأميرة «رانيرا» ضد أخيها غير الشقيق «إيجون الثاني» على العرش الحديدي بعد موت أبيهما «فيسريس»، في نهاية المطاف تقتل «رانيرا» على يد «إيجون الثاني»، ولكن يتم تسميمه بعد فترة وجيزة، وفي نهاية المطاف يصبح «إيجون الثالث» ابن «رانيرا» هو الملك.

### في السينما والتلفزيون
يعد التنافس بين الأخوة موضوعًا شائعًا في وسائل الإعلام التي تشكل شخصيات الأطفال، مما يعكس أهمية هذه المسألة في الحياة المبكرة. يمكن أن تشمل هذه القضايا الغيرة من ولادة طفل جديد، وأدوار الأخوة المختلفة في الأسرة، والجدال المتكرر، والتنافس على حب الأم، والتوترات بين الأشقاء.
يمكن أيضا تصوير الأشقاء البالغين بعلاقة تنافيسة، وغالبا ما يكون ذلك استمرارا لصراعات الطفولة. تستغل البرامج الكوميدية هذا الوضع لإثارة المواقف الكوميدية. يمكن إظهار العلاقات الأخوية على أنها تناوب بين الحب والجدال. قد يظهر الأخوة أو الأخوات الذين يشتغلون بنفس العمل منافسة مهنية. في الدراما الخطرة، يمكن أن يكون النزاع بين الأشقاء قاتلاً، كما هو موضح في مسلسلات الجريمة التي تنطوي على مثل هذه المنافسات.

### الحياة الواقعية
في بعض الأحيان، يتم الإعلان عن حالات المنافسة الحقيقية بين الإخوة في وسائل الإعلام. حيث يتم مقارنة الأشقاء الذين يلعبون نفس الرياضة مع بعضهم البعض. على سبيل المثال، لاعبي كرة القدم الأمريكية «بيتون» و «إلي مانينج»، أو لاعبتي التنس «فينوس» و«سيرينا ويليامز». وكذلك تم تصوير الموسيقيين «ليام» و «نويل غالاغر» على أنهما في علاقة مضطربة، شبيهة بعلاقة «راي» و «ديف ديفيس» من الفرقة الموسيقية«ذا كينكس». وكذلك السياسيان «إد» و«ديفيد ميليباند» يتم تصويرهما على أن علاقتهما متوترة.
كانت علاقة الممثلة «أوليفيا دي هافيلاند» و«جوان فونتين» غير مستقرة منذ الطفولة، وفي عام 1975 توقفت الأخوات عن التحدث إلى بعضهما البعض تمامًا. حافظت فرقة «أندروز سيسترز» الغنائية التي تحظى بشعبية كبيرة على التناغم المهني في مجال العروض لأكثر من 30 عامًا، ولكن تصادمت بشكل مشهور في الحياة الشخصية (بعد وفاة «لافيرين» في عام 1967، توقفت «باتي» و «ماكسين» عن التحدث في عام 1975 ولم ينظروا أبدا إلى الوراء). غالبًا ما يتم الحديث عن التنافس بين المطربين «لاتا مانجيشكار» و«آشا بهوسل» في الإعلام الهندي، على الرغم من إصرارهما على أن هذه مجرد إشاعات. كانت الأختان التوأمتان وكاتبتا عمود المشورة «آن لاندرز» و«أبيجيل فان بورين» على علاقة متقاربة للغاية أحيانا ومعارضة بشكل علني في أحيان أخرى. وكان لدى الصحافيين «كريستوفر» و«بيتر هيتشنز» العديد من الخلافات العامة وفترة طويلة على الأقل من التباعد بسبب اختلاف وجهات النظر السياسية والدينية.